# Wappen der Gemeinde Neuching
Das Wappen der Gemeinde Neuching ist seit 1975 neben der Flagge das offizielle Hoheitszeichen von Neuching. 

## Blasonierung
„Gespalten von Gold und Rot; vorne eine blaue Gugel, hinten ein schräglinks gestelltes silbernes Haumesser.“

## Geschichte
Das Wappen wurde vom Münchener Heraldiker Josef Strobl gestaltet. Die Regierung von Oberbayern stimmte mit Beschluss vom 7. Juli 1975 der Führung des Wappens durch die Gemeinde zu.

## Wappenbegründung
Für das Wappen der aus den Gemeinden Oberneuching und Niederneuching zusammengelegten neuen Gemeinde Neuching wurden Motive aus den früheren Gemeindewappen verwendet: Für Oberneuching weist die blaue Gugel auf das alte, 1695 im Mannesstamm erloschene und örtlich bedeutende Grundherrengeschlecht der Neuchinger von Oberneuching hin. Für Niederneuching steht das silberne Haumesser als überliefertes Wappensymbol eines eigenen Ortsadelsgeschlechtes aus dem Mittelalter.